# 1378
Năm 1378 là một năm trong lịch Julius.

## Mất
29 tháng 11 - Karl IV của Thánh chế La Mã - Vua Bohemia, Hoàng đế La Mã Thần thánh